# Konstantinowsk
Konstantinowsk (russisch Константиновск) ist eine Stadt in der Oblast Rostow (Russland) mit 17.926 Einwohnern (Stand 14. Oktober 2010).

## Geografie
Die Stadt liegt etwa 170 km nordöstlich der Oblasthauptstadt Rostow am Don am rechten Ufer des Don, oberhalb der Einmündung des Sewerski Donez.
Konstantinowsk ist Verwaltungszentrum des gleichnamigen Rajons.
Die nächstgelegene Eisenbahnstation ist Ust-Donezkaja 25 Kilometer nordwestlich.

## Geschichte
1835 wurde bei der Gründung des Ersten Don-Kreises (Okrugs) des Donkosakengebietes die Staniza Wedjornikowskaja zu dessen Verwaltungszentrum bestimmt. Da dort aber keine ausreichenden Bedingungen für eine Erweiterung der Bebauung bestanden, wurde gleichzeitig entschieden, den Ort mit der bereits im 17. Jahrhundert gegründeten Staniza Babskaja (auch Babinskaja) zu vereinigen.
Der Zusammenschluss zog sich jedoch bis 1864 hin, als die Umbenennung in den gemeinsamen Namen Konstantinowskaja, nach dem Großfürsten Konstantin Romanow erfolgte.
1941 erhielt die Staniza den Status einer Siedlung städtischen Typs und 1967 das Stadtrecht.

### Bevölkerungsentwicklung
| Jahr | Einwohner |
| ---- | --------- |
| 1897 | 9.267     |
| 1939 | 9.065     |
| 1959 | 10.735    |
| 1970 | 13.413    |
| 1979 | 16.112    |
| 1989 | 18.392    |
| 2002 | 18.801    |
| 2010 | 17.926    |

Anmerkung: Volkszählungsdaten

## Wirtschaft
In Konstantinowsk gibt es Betriebe der Lebensmittelindustrie (Fischverarbeitung, Käse) und der Baumaterialienwirtschaft.